# Nansana
Nansana är en stad i Wakisodistriktet i centrala Uganda. Den är en snabbt växande nordvästlig förort till Kampala, och är med en halv miljon invånare Ugandas näst största stad.

## Administrativ indelning
Nansana uppgraderades från town till municipality under 2015. I samband med detta utökades Nansanas gräns till att även omfatta näraliggande områden i distriktet Wakiso som tidigare varit självstående enheter.
Kommunen är indelad i fyra administrativa divisioner:
- Busukuma
- Gombe
- Nabweru
- Nansana